# Saška
Saška (Сашка) è un film del 1981 diretto da Aleksandr Vladimirovič Surin.

## Trama
Il film è ambientato nel 1942 vicino a Ržev, dove si svolgono le operazioni militari. Il film racconta la coppia del villaggio Saška, che conduce una battaglia impari con il nemico.